# Чемпіонат світу з трекових велоперегонів 2016 — медісон (чоловіки)
Змагання з медісону серед чоловіків на Чемпіонаті світу з трекових велоперегонів 2016 відбулись 6 березня 2016. Команда Великої Британії Бредлі Віґґінза і Марка Кавендіша виграла золоту медаль.

## Результати
Заїзд складався з 200 кіл (50 км) з 10 спринтами і тривав 52:22, тож середня швидкість становила 57,277 км/год.
| Місце | Ім'я                               | Країна          | Очки | Кола відставання |
| ----- | ---------------------------------- | --------------- | ---- | ---------------- |
| 1     | Бредлі Віґґінз Марк Кавендіш       | Велика Британія | 21   |                  |
| 2     | Морган Кнайскі Бенжамін Томас      | Франція         | 14   |                  |
| 3     | Себастьян Мора Альберт Торрес      | Іспанія         | 12   |                  |
| 4     | Клаудіо Імхоф Тері Шир             | Швейцарія       | 11   |                  |
| 5     | Камерон Меєр Каллум Скотсон        | Австралія       | 10   |                  |
| 6     | Хордан Парра Фернандо Гавірія      | Колумбія        | 6    |                  |
| 7     | Кенні Де Кетеле Морено Де Паув     | Бельгія         | 15   | −1               |
| 8     | Мартін Блага Войтєх Гачецки        | Чехія           | 1    | −1               |
| 9     | Керстен Тіле Доменік Вайнштайн     | Німеччина       | 1    | −1               |
| 10    | Андреас Мюллер Андреас Ґраф        | Австрія         | 1    | −1               |
| 11    | Пітер Буллінг Люк Маджвей          | Нова Зеландія   | 1    | −1               |
| 12    | Алекс Расмуссен Єспер Меркев       | Данія           | 2    | −2               |
| 13    | Діон Бойкебом Вім Струтінга        | Нідерланди      | 2    | −2               |
| 14    | Чен Кін Лок Лян Чуньвін            | Гонконг         | 0    | −3               |
| 15    | Елія Вівіані Ліам Бертаццо         | Італія          | 10   | −4               |
| —     | Владислав Кремінський Роман Гладиш | Україна         | DNF  | DNF              |